# امید به زندگی
| +۸۰ +۷۷٫۵ +۷۵ +۷۲٫۵ +۷۰ +۶۷٫۵ +۶۵ | +۶۰ +۵۵ +۵۰ +۴۵ +۴۰ - ۴۰ |

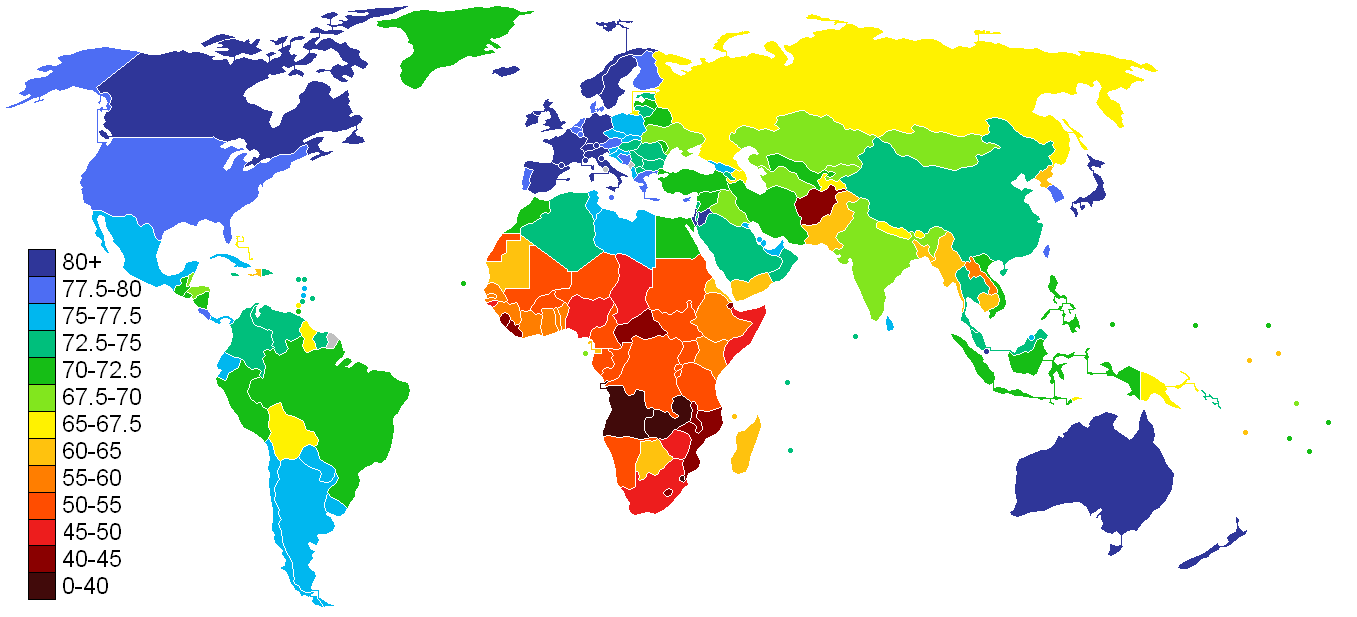

متوسط طول عمر یا میانگین عمر (به انگلیسی: Life Expectancy) یک شاخص آماری است که نشان می‌دهد افراد یک جامعه به‌طور میانگین چقدر عمر می‌کنند، یا به عبارت دیگر، انتظار می‌رود چقدر عمر کنند.
متوسط طول عمر در فارسی، به اشتباه «امید به زندگی» ترجمه شده و میان عوام و حتی کارشناسان به عنوان یک غلط مصطلح رایج شده است. به نظر می‌آید که ریشهٔ این عبارت، از امیدِ ریاضی، برابر با میانگین متغیرِ طول عمر یا همان «امیدِ زندگی» باشد. در این حالت، برای فردی با مقدار عمر {\displaystyle x}، زمان انتظاری از {\displaystyle x} تا لحظهٔ مرگ برابر {\displaystyle e_{x}^{0}=\int \limits _{1}^{\infty }t\,p_{x}\,dt} خواهد بود؛ بدیهی است که در داده‌های آماری رسمی از سازمان‌هایی چون سازمان بهداشت جهانی، به دلیل آنکه آمار برای امیدِ زندگی نوزاد در نظر گرفته می‌شود، مقدار {\displaystyle x} برابر صفر درنظر گرفته شده و در نتیجه {\displaystyle (x+e_{x}^{0})=e_{x}^{0}}.
هرچه سطح بهداشت و درمان در جامعه‌ای افزایش یابد، متوسط طول عمر افزایش خواهد یافت. از این رو، این شاخص یکی از معیارهای پیش‌رفت یا عقب‌ماندگی کشورهاست. متوسط طول عمر زنان در همهٔ جوامع، چند سال (در جهان، چهار و نیم سال) بیشتر از مردان است.
بر پایه آمار سازمان ملل متحد، ژاپن، هنگ کنگ، ایسلند، سوییس و استرالیا از نظر متوسط عمر، به ترتیب در رده‌های اول تا پنجم هستند؛ و متوسط عمر در آن‌ها حدود ۸۲ سال است که ۲۲ درصد از میانگین جهانی بیش‌تر است. سوازیلند، موزامبیک، زیمبابوه، سیرالئون و لسوتو نیز به ترتیب در پایین‌ترین رده‌ها قراردارند. متوسط طول عمر در این کشورها حدود ۴۲ سال است که ۳۸ درصد کمتر از میانگین جهانی و نصف کشورهای بالای جدول است. آفریقا تنها قاره ای است که میانگین امید به زندگی در ۲۸ کشور آن کمتر از ۶۰ است.
بنا به آمار ۱۳۹۰ بایگانی‌شده  در ۱۳ نوامبر ۲۰۱۸ توسط Wayback Machine، متوسط طول عمر در ایران، در زنان، ۷۴٫۶ و در مردان، ۷۲٫۱ سال است که نسبت به متوسط جهانی، بیش‌تر بوده و نسبت به آمار ۱۳۸۵، بیش از ۱ سال افزایش یافته است.